# Ibrahim Moustafa
Ibrahim Moustafa (20. dubna 1904 Alexandrie – 11. října 1968, tamtéž) byl egyptský zápasník, reprezentant v zápase řecko-římském, po vzpěrači Nosseirovi druhý olympionik, který pro Egypt vybojoval zlatou olympijskou medaili.
V roce 1924 na hrách v Paříži vybojoval v lehké těžké váze 4. místo a v roce 1928 na hrách v Amsterodamu ve stejné kategorii zlatou medaili.
V roce 1929 uskutečnil na pozvání Švédské zápasnické federace turné po Evropě, kde se zúčastnil několika mezinárodních turnajů. Po ukončení aktivní sportovní kariéry pokračoval jako trenér v Alexandrijském sportovním klubu. Mezi jeho svěřenci byli i jeho tři synové, z nichž jeden, Adel Ibrahim, se dvakrát objevil na olympijských hrách.